# فولتا كاتالونيا 1996
فولتا كاتالونيا 1996 (بالإسبانية: Volta a Cataluña 1996)‏ هو سباق دراجات هوائية، وهو الموسم رقم 76 من السباق، وأقيم خلال الفترة 13 يونيو 1996، وحتى 20 يونيو 1996، وامتدّ لمسافة 938.1 كيلومتر.
فاز فيه بالمركز الأول  أليكس تسولي، وبالمركز الثاني  باتريك يونكر، وبالمركز الثالث  Marco Fincato ‏.

## الفائزون
| الترتيب | الفائز         |
| ------- | -------------- |
| الفائز  | أليكس تسولي    |
| الثاني  | باتريك يونكر   |
| الثالث  | Marco Fincato ‏ |